# Ancylorhynchus vultur
Ancylorhynchus vultur är en tvåvingeart som först beskrevs av Seguy 1930.  Ancylorhynchus vultur ingår i släktet Ancylorhynchus och familjen rovflugor. Inga underarter finns listade i Catalogue of Life.